# Плотников Максим Дмитрович
Максим Дмитрович Плотников (біл. Максім Дзмітрыевіч Плотнікаў; нар. 29 січня 1998, Пінськ, Білорусь) — білоруський футболіст, воротар мінського «Динамо» та національної збірної Білорусі.

## Клубна кар'єра
Вихованець СДЮШОР-3 (м. Пінськ), в юнацькому віці перейшов до мінського «Динамо». З 2015 року виступав у молодіжній першості Білорусі за «Динамо» (Мінськ). За основну команду дебютував 9 липня 2017 року у матчі 1/16 фіналу Кубку Білорусі з клубом «Чисть» (4:0), в якому за «Динамо» грали переважно молоді футболісти. У «Промені» він став основним воротарем і за підсумками сезону допоміг команді вийти до Вищої ліги, а також визнаний найкращим воротарем Першої ліги. У січні 2018 року, після повернення з оренди, тренувався з основною командою «Динамо», але після підписання динамівцями Андрія Горбунова знову перейшов до «Проміня», а невдовзі оренду продовжили ще на сезон. Сезон 2018 року розпочав у дублі «Променя», дебютував у Вищій лізі 28 квітня 2018 року в матчі проти могильовського «Дніпра» (2:0), де допоміг столичній команді здобути першу в історії перемогу в вищому дивізіоні.
У липні 2018 року після перегляду відправився в інший клуб вищої ліги «Торпедо-БелАЗ», де виступав до кінця сезону. У жодинському клубі став другим воротарем, після Володимира Бушми.
У грудні 2018 року повернувся з оренди в «Динамо». Залишився в команді на сезон 2019 року, зумів виграти конкуренцію в Сергія Ігнатовича та стати основним воротарем мінчан. У липні 2020 року продовжив контракт з клубом.

## Кар'єра в збірній
У 2013-2015 роках виступав за юнацьку збірну Білорусі (U-17) у кваліфікації до чемпіонату Європи. У 2015-2016 році викликався до юнацької збірної Білорусі (U-19), але у відбіркових матчах чемпіонату Європи залишився на лавці запасних.
8 червня 2018 року дебютував у молодіжній збірній Білорусі, провів всі 90 хвилин у товариському матчі проти Албанії (1:1). Він був другим воротарем молодіжної збірної після Павла Павлюченка, хоча й пропустив певний період через травми.
В національну збірну Білорусі вперше отримав виклик у вересні 2019 року. Дебютував за збірну 9 вересня у товариському матчі зі збірною Уельсу (0:1), в якому провів на полі усі 90 хвилин.

## Досягнення
«Промінь» (Мінськ)
- Перша ліга Білорусі
  -  Чемпіон (1): 2017

- У списку 22 найкращих футболістів чемпіонату Білорусі: 2019

## Статистика виступів
| Сезон    | Дивізіон | Клуб            | Країна   | Матчі | Голи |
| -------- | -------- | --------------- | -------- | ----- | ---- |
| 2015     | дубль    | «Динамо»        | Білорусь | 13    | -13  |
| 2016     | дубль    | «Динамо»        | Білорусь | 22    | -15  |
| 2017 (2) | дубль    | «Динамо»        | Білорусь | 11    | -10  |
| 2017 (2) | Д2       | «Промінь»       | Білорусь | 16    | -7   |
| 2018 (1) | Д1       | «Промінь»       | Білорусь | 8     | -12  |
| 2018 (2) | Д1       | «Торпедо-БелАЗ» | Білорусь | 4     | -3   |
| 2019     | Д1       | «Динамо»        | Білорусь | 23    | -25  |